# Nott Caviezel
Nott Caviezel (* 1953 in Scuol) ist ein Schweizer Kunsthistoriker und ehemaliger Universitätsprofessor. Caviezel war von 2012 bis 2021 Professor für «Denkmalpflege und Bauen im Bestand» an der TU Wien. Von 2009 bis 2018 war er zudem Präsident der Eidgenössischen Kommission für Denkmalpflege.

## Ausbildung
Nott Caviezel wurde im Jahr 1953 in Scuol im Unterengadin geboren. Er besuchte das Gymnasium und absolvierte die Eidgenössische Matura Typus B an der Kantonsschule in Chur. Von 1970 an beschäftigte sich Caviezel mit Bauforschung und Mittelalterarchäologie und absolvierte im Rahmen verschiedener Bauforschungen und Grabungen in den Kantonen Graubünden, Freiburg, Waadt und Wallis eine Zusatzausbildung als Grabungsleiter. Parallel dazu absolvierte er ab dem Jahr 1973 ein Studium der Allgemeinen Kunst- und Architekturgeschichte, Gegenwartskunst, mittelalterlichen Geschichte, historischen Grundwissenschaften sowie Christlichen Archäologie an der Universität Freiburg. 1978 erreichte er das Lizenziat als licenciatus philosophiæ, 1989 folgte die Promotion zum Doktor philosophiæ (Dr. phil.) mit einer Dissertation zum Thema Gotische Hallenkirchen und Stufenhallen in der Schweiz. Nott Caviezel schloss sein Studium summa cum laude ab. Parallel zu seinem Hauptstudium verfolgte Caviezel von 1976 bis 1981 auch das Klarinettenstudium am Freiburger Konservatorium, wobei er die Zertifikatsklasse erreichte.

## Beruflicher Werdegang
Ab dem Jahr 1978 war Nott Caviezel als Diplomassistent am Lehrstuhl für Kunstgeschichte der Universität Freiburg beschäftigt. In den Jahren 1982/1983 führte er architekturhistorische Studien im Piemont und in der Franche-Comté durch, wobei er mit einem Stipendium des Schweizerischen Nationalfonds zur Förderung der wissenschaftlichen Forschung an der Bibliotheca Hertziana in Rom forschen konnte. Von 1983 bis 1986 war er in der Folge Co-Programmleiter des Nationalen Forschungsprogramms 16, «Methoden zur Erhaltung von Kulturgütern». In den Jahren 1985 bis 1989 erhielt er zudem einen Lehrauftrag für Architekturgeschichte und Denkmalpflege an der Hochschule der Künste Bern, wo er im Rahmen der Fachklasse für Konservierung und Restaurierung tätig wurde.
Von 1987 bis 1995 war Nott Caviezel Direktor der Gesellschaft für Schweizerische Kunstgeschichte, wobei er unter anderem die Herausgeberschaft und wissenschaftliche Verantwortung für die nationale Kunsttopographie Die Kunstdenkmäler der Schweiz übernahm. 1995/1996 versah Caviezel eine Lehrstuhlvertretung in Kunstgeschichte des Mittelalters an der Universität Lausanne, 1997/1998 arbeitete er an einem Forschungsprojekt zum Thema Dorfbrände in Graubünden 1800–1945. In den folgenden Jahren war er Gastreferent am Historischen Institut der Universität Bern sowie an der Berner Fachhochschule Architektur, Holz und Bau im dortigen Nachdiplomstudium «Denkmalpflege und Städtebau».
2000/2001 beschäftigte sich Caviezel als Wissenschaftlicher Mitarbeiter am Musée d’art et d’histoire Fribourg mit der Konzeption einer Ausstellung und der Erstellung der dazugehörigen Monografie zum Maler Hans Fries. 2001/2002 nahm er einen Lehrauftrag am Institut für Kunstgeschichte der Universität Bern im Fachbereich «Architekturgeschichte und Denkmalpflege» wahr. Von 2002 bis 2011 war Nott Caviezel Chefredaktor der Schweizerischen Fachzeitschrift für Architektur und Städtebau Werk, Bauen + Wohnen. 2005 wurde er Mitglied der Eidgenössischen Kommission für Denkmalpflege, 2009 deren Präsident.
Im Jahr 2012 wurde Nott Caviezel als Nachfolger von Manfred Wehdorn an die Technische Universität Wien berufen, um dort den Lehrstuhl «Denkmalpflege und Bauen im Bestand» als ordentlicher Universitätsprofessor zu übernehmen. Er wurde dort 2021 emeritiert.